# Mother Superior
Mother Superior war eine US-amerikanische Bluesrock-/Hard-Rock-Band aus Los Angeles. Die Band existierte von 1993 bis 2011 und hat acht Studioalben veröffentlicht. Ihre Musik war eine Mischung aus Blues, Soul und amerikanischen Classic Rock.

## Geschichte
Die Band wurde im Jahre 1993 von dem Sänger und Gitarristen Jim Wilson, dem Bassisten Marcus Blake und dem Schlagzeuger Jason Mackenroth gegründet. Noch im Jahr der Bandgründung wurde das Demo Ride in a Row veröffentlicht, das der Band einen Vertrag bei Top Beat Records einbrachte. Von 1996 bis 1998 veröffentlichten Mother Superior im Jahrestakt die Studioalben The Heavy Soul Experience, Kaleidescope und Deep. Letzteres wurde von Henry Rollins produziert, der den drei Musikern prompt anbot, in seine Band Rollins Band einzusteigen. Nach zwei Alben mit der Rollins Band folgte im Jahre 2004 das vierte, selbst betitelte Mother-Superior-Album.
Ihr fünftes und sechstes Studioalbum Sin bzw. 13 Violets aus den Jahren 2002 und 2004 wurde vom MC5-Gitarristen Wayne Kramer produziert. Jason Mackenroth verließ die Band kurze Zeit später und wurde durch Matt Tecu ersetzt. Mit Tecu spielte die Band noch die Studioalben Moanin und Three Headed Dog ein, bevor im Jahre 2008 die Kompilation Grande erschien, die neben einigen neuen Liedern auch seltene Livemitschnitte und bislang unveröffentlichte Lieder enthält. Ab 2004 gehörten die drei Musiker noch der Band Pearl um die Sängerin Pearl Aday an. Mother Superior lösten sich schließlich im Jahre 2011 auf.

## Diskografie
- 1993: Ride in a Row (Demo)
- 1996: The Heavy Soul Experience
- 1997: Kaleidescope
- 1998: Deep
- 2001: Mother Superior
- 2002: Sin
- 2004: 13 Violets
- 2005: Moanin
- 2007: Three Headed Dog
- 2008: Grande (Kompilation)